# Siarkańska Przełęcz
Siarkańska Przełęcz (słow. Dračie sedlo, niem. Drachenseesattel, węg. Sárkány-tavi-nyereg, 2223 m n.p.m.) – szerokie piarżyste siodło w Siarkańskiej Grani, położone między Wysoką (od północy) a Siarkanem (od południa) w słowackich Tatrach Wysokich.
Z przełęczy roztacza się panorama otoczenia Doliny Złomisk. Przez Siarkańską Przełęcz prowadzi jedna z najdogodniejszych dróg na Wysoką. Zaczyna się ona przy Popradzkim Stawie, a następnie wzdłuż Zmarzłego Potoku prowadzi na Złomiską Rówień. Z niej dnem Złomiskiej Zatoki, wśród złomów i upłazków, omijając znajdujący się w jej głębi próg, a wyżej przez piargi i trawki, doprowadza na przełęcz. Drogą tą nie prowadzi żaden szlak turystyczny, jest więc dostępna tylko dla turystów z przewodnikiem i taterników udających się na drogi wspinaczkowe.
Pierwsze wejścia:
- letnie – Mór Déchy oraz przewodnicy: Ján Ruman Driečny (młodszy) i Martin Spitzkopf, 3 września 1874 r.,
- zimowe – Theodor Wundt i przewodnik Jakob Horvay, 11 kwietnia 1884 r.[2]